# Senyawa
Senyawa — экспериментальная группа из Явы, Индонезия, состоящая из Рулли Шабары и Вукира Сурьяди.

## Характеристики
Стиль
Группа смешивает влияния музыкальных и фольклорных традиций Индонезийского архипелага с экспериментальной музыкой. Неоплеменное звучание группы описывается как смесь «панковского отношения» с «авангардной эстетикой». По словам критиков, Senyawa «удалось воплотить слуховые оттенки яванской музыки, исследуя рамки экспериментальной музыкальной практики, раздвигая границы обеих традиций», чтобы создать звук, который «совершенно не от мира сего».
Шабара исполняет свои расширенные вокальные приемы. Музыка исполняется на экспериментальных инструментах, которые Сурьяди изготовил сам, из бамбука, и традиционных сельскохозяйственных инструментов из сельской Индонезии.
Лирика
Тексты песен написаны на разных языках Индонезии, включая яванский и индонезийский. 

## История
Группа была сформирована в 2010 году в Джокьякарте.
В 2021 году группа сотрудничала с 44 независимыми лейблами со всего мира, чтобы выпустить свой альбом Alkisah. Лейблам были предоставлены цифровые треки, и им было разрешено выбирать собственные обложки, а также мастерить и предоставлять ремиксы, чтобы наилучшим образом соответствовать местным вкусам.
Концерты
Senyawa активно выступала в Азии, Австралии и Европе. Они сотрудничали с такими известными музыкантами, как Stephen O'Malley, Lucas Abela, Yasuke Akai, Jon Sass, Damo Suzuki, Jerome Cooper, Keiji Haino, Melt-Banana, Tatsuya Yoshida, Charles Cohen, David Shea и Kazuhisa Uchihashi.
В 2022 году Senyawa собираются отправиться в концертный тур Return to Real Live, включая выступление на фестивале Primavera Sound.
Достижения
- Лучший концерт года/Лучший исполнитель 2016 года по версии журнала Темпо[9]
- Премия Ars Electronica 2017 в категории «Цифровая музыка и звук» с альбомом Gamelan Wizard Лукаса Абелы[10]
- Премия «Выбор редакции» 2017 года по версии журнала Rolling Stone Indonesia
- Премия Green Room Awards 2018 за лучшую музыкальную композицию и звуковой дизайн[11]

## Участники
Текущий состав
- Rully Shabara
- Wukir Suryadi

## Дискография
Альбомы
- Senyawa (2011)[12]
- Senyawa with Kazuhisa Uchihashi (2012)[13]
- Acaraki (2014)[14]
- Unheard Indonesia Vol.5: Senyawa with Arrington de Dionyso (2014)[15]
- Menjadi (2015)[16]
- Brønshøj (Puncak) (2016)[17]
- Sujud (2018)[18]
- Bima Sakti (with Stephen O'Malley) (2020)[19]
- Alkisah (2021)[1]

Мини-альбомы
- Redose — 3 (with Charles Cohen) (2015)[20]
- Kereta Malam (with Vialka) (2015)[21]
- Split (with Melt-Banana) (2016)[22]

Концертные альбомы
- Live at Grub (2011)
- Live at Cafe Oto (2015)[23]
- Calling The New Gods (2018)[24]